# Новая Шемурша
Но́вая Шемурша́ (чув. Ҫĕнĕ Шăмăршă) —деревня в Шемуршинском районе Чувашской Республики. Входит в состав Шемуршинского сельского поселения.

## География
Находится у юго-восточной границы районного центра села Шемурша и юго-западнее деревни Старая Шемурша. Севернее деревни протекает река Малая Карла.
Вдоль деревни северо-восточнее проходит федеральная автодорога А-151 Цивильск — Ульяновск.

## История
Деревня основана в 1713 году переселенцами из деревни Карабай-Шемурша (одна версия) или деревни Внутренняя Шемурша (другая версия). В 1748 году было учтено 105 человек, в 1795 151 человек в 30 дворах. Местные жители до 1835 года были государственными, позже удельными крестьянами. В 1897 году было 33 двора и 237 жителей, в 1911 48 и 334 соответственно, в 1926 87 и 450. В советское время работали колхозы «Новая деревня», им. Мичурина, совхоз «Шемуршинский», в 2008 году ООО «Агродор».

## Население
Постоянное население составляло 365 человек (чуваши 96 %) в 2002 году, 402 в 2010.